# Ветер и лев
«Ветер и лев» (англ. The Wind And The Lion) — кинофильм, основанный на реальных событиях.

## Сюжет
Теглайн: «Между ветром и львом — женщина. Ради неё половина мира готова отправиться на войну».
Начало XX века. Ахмед аль-Раисули, главарь мятежных берберов, сражающихся против султана Мулай Абд аль-Азиза и его дяди, паши Танжера, похищает американку Иден и её двоих детей, Уильяма и Дженнифер из их собственного дома. Его цель — международный конфликт, который должен переломить ход гражданской войны. В погоне за голосами избирателей, Теодор Рузвельт решает продемонстрировать всю военную мощь США, несмотря на протесты осторожного госсекретаря. В Танжер на борьбу с Раисули, благородством которого Рузвельт восхищается, отправлена эскадра под командованием адмирала Чедвика.
Иден и дети пытаются бежать, но вместо этого попадают в лапы бандитской шайки. Раисули удается выследить и освободить их. Вслед за детьми, Иден питает всё больше тёплых чувств к собственному похитителю.
Дипломат Самуэль Гуммер, адмирал Чедвик и его помощник капитан Джером берут в заложники пашу Танжера, убеждая его согласиться на условия Раисули. Но во время обмена заложниками Раисули попадает в ловушку, став заложником немецких и марокканских войск. Но Иден удается уговорить капитана Джерома освободить Раисули. К американским войскам присоединяются берберы и вместе они одерживают победу над марокканцами и немцами. Иден с детьми благополучно возвращается в Танжер, а Рузвельт получает от Раисули письмо, в котором тот сравнивает себя со львом, никогда не покидающим своё место, а Рузвельта — с ветром, обреченным никогда не знать своего. Тем временем, наблюдая закат на океанском берегу Шариф Вазана говорит Раисули о том, что всё пропало, всё пошло по ветру, на что тот философски спрашивает собеседника, есть ли у него в жизни хоть что-то, что стоит всего утраченного, намекая на обретённую свободу, — оба путника смеются.

## В ролях
| Актёр          | Роль                               |
| -------------- | ---------------------------------- |
| Шон Коннери    | Ахмед аль-Раисули                  |
| Кэндис Берген  | Иден Педикарис                     |
| Брайан Кит     | Теодор Рузвельт                    |
| Джон Хьюстон   | государственный секретарь Джон Хей |
| Джеффри Льюис  | Самуэль Гуммер                     |
| Стив Кэнэли    | капитан Джером                     |
| Рой Дженсон    | адмирал Чедвик                     |
| Дебора Бакстер | Элис Рузвельт                      |
| Марк Зубер     | султан Мулай Абд аль-Азиз          |
| Даррел Фетти   | вице-консул Ричард Дрейтон         |
| Владек Шейбал  | паша Танжера                       |
| Надим Савала   | шариф Вазана                       |

## История
Фильм основан на реальном инциденте: похищении Иона Пердикариса, американца греческого происхождения, и его приёмного сына Кромвеля, которое произошло в 1904 году.

## Премии и награды

### Премия Американской киноакадемии «Оскар»
- 1976 — Номинация в категории «Лучший композитор» — Джерри Голдсмит
- 1976 — Номинация в категории «Лучший звук»

### BAFTA
- 1976 — Номинация за лучшую музыку к кинофильму — Джерри Голдсмит

### Грэмми
- 1976 — Номинация за альбом, написанный к кинофильму — Джерри Голдсмит

### Гильдия сценаристов Америки
- 1976 — Номинация за лучший сценарий (драма) — Джон Милиус

## Факты
- Эпизодическую роль британского друга Иден, погибшего от руки Раисули, сыграл оператор картины Билли Уильямс.